# 布萊恩·哈拉丁
布萊恩·哈拉丁（英語：Richard William Brian Harradine，1935年1月9日—2014年4月14日），是一位澳大利亚政治家，他在1975年至2005年，担任澳大利亚参议院独立成员。他是澳大利亚历史上任期最长的独立党派联邦人物，也是澳大利亚参议院之父之一。
2014年，他因中风去世，享年79岁。